# Monnaie de Paris
La Monnaie de Paris es la institución monetaria nacional de Francia. Desde 2007, es una institución pública de carácter industrial y comercial en Francia. Su misión principal es producir la moneda nacional francesa. Creada el 25 de junio de 864, bajo el reinado de Carlos el Calvo, por el Edicto de Pîtres, es una de las empresas más antiguas del mundo y la institución francesa más antigua que sigue en funcionamiento.
Hasta 2007, la Monnaie de París era el nombre «comercial» de la Direction des Monnaies et Médailles, que formaba parte del Ministerio de Economía, Finanzas e Industria. La Monnaie de Paris adquirió su autonomía y fue dotada de personalidad jurídica por la ley 2006-1666 de finanzas para 2007.

## La institución: lugares y misiones
La Monnaie de Paris emplea a 500 personas (2010)ː en dos sitios: el Hôtel de la Monnaie de París (55 % del efectivo) y el establecimiento monetario de Pessac, en Gironda (45 %).  
Las funciones de la Monnaie de Paris se recogen en el artículo L. 121-3 del código monetario y financiero. En nombre del Estado, en situación de monopolio, acuña moneda metálica corriente.
A nivel europeo, la sede de Pessac también ha sido designada para albergar, además del Centro Nacional de Análisis de Monedas (CNAP), el Centro Técnico y Científico Europeo (CTCE), que analiza y clasifica las monedas de euro falsas en toda Europa. Este centro actúa en el marco de la Oficina Europea de Lucha contra el Fraude y como órgano de coordinación técnica de los Estados miembros en la lucha contra la falsificación de moneda.
La Monnaie de Paris ejerce otras actividades: regias o comerciales, en el sector de la competencia:
- La producción y venta de monedas extranjeras, monedas de colección, medallas y condecoraciones;
- la fabricación de instrumentos de marca y garantizados.
- la creación de fuentes de arte y joyas bajo la marca registrada Monnaie de Paris;
- la creación de ediciones especiales de medallas y regalos de empresa personalizados;
- el mantenimiento de l'Hôtel de la Monnaie;
- la gestión del Museo de la Moneda de París;
- la puesta a disposición o el alquiler de salas en el quai de Conti a las administraciones, las autoridades locales o las empresas;
- el almacenamiento de monedas por cuenta del Banco de Francia en la sede de Pessac.

### Algunas cifras
En 2009, la Monnaie alcanzó una facturación de 126 millones con una plantilla de 500 empleados. En 2019, la facturación fue de 134 millones de euros para una plantilla de 489 empleados.
El presupuesto de la empresa es de 134 millones de euros para una plantilla de 489 empleados. Fabrica mil millones de monedas al año (entre ellas 700 millones de euros) y recurre a la experiencia de los artesanos para desarrollar el negocio de los productos de arte (monedas de colección, fundición, joyas), que representa el 20% del volumen de negocio.

## Historia
La Monnaie de París fue creada el 25 de junio de 864 por el Edicto de Pîtres de Carlos el Calvo: es la institución francesa más antigua · y también una de las empresas más antiguas del mundo que sigue funcionando.
Ya en 358 se configuró una estructura que, en principio, iba a perpetuarse hasta 1879: por un lado, una administración con poderes jurisdiccionales y reguladores en materia monetaria, y por otro, unos talleres puestos bajo el control del Estado y distribuidos por todo el país.

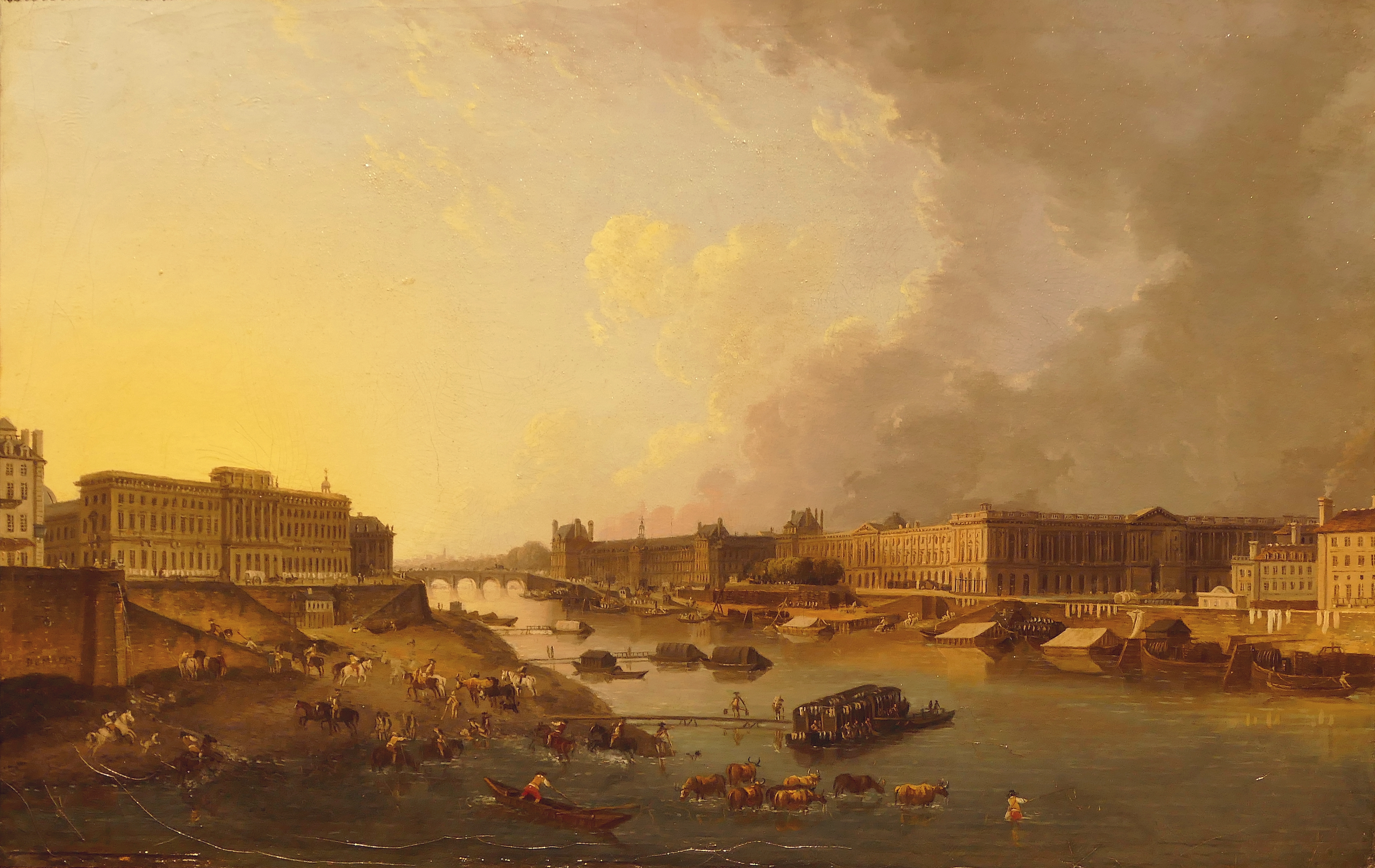
Pierre-Antoine Demachy, Vue de la Seine en aval du Pont-Neuf (1783). L'hôtel de la Monnaie es visible a la izquierda.

La institución adquirió una nueva sede central en París, tanto una oficina de dirección general como una fábrica, el hôtel de la Monnaie. (1771-1775, Denis Antoine, arquitecto) que se extiende sobre 114 m y ocupa una superficie de 12 000 m2, quai Conti. El químico Darcet (1777-1844) hizo aquí su carrera.
La Monnaie de Paris está adscrita al Ministerio de Economía y Hacienda desde las leyes de 22 y 23 de Vendemiaire año IV (septiembre de 1796). Las leyes de 31 de julio y 20 de noviembre de 1879 decidieron que la fabricación de monedas sería realizada exclusivamente por el propio Estado bajo el nombre de Administration des Monnaies et Médailles.
De 1848 a junio de 1876, Anatole Hulot, ayudante del grabador general Jacques-Jean Barre, creó el taller de producción del primer sellos de correos de Francia en el hôtel de la Monnaie.
En 1973, el Estado construyó una nueva fábrica en Pessac (Gironda) para producir todas las fases de la fabricación de monedas de euro destinadas a la circulación y colección. Desde 1998, las ocho monedas de euro se producen en esta fábrica.
La Monnaie de Paris ha obtenido la triple certificación QSE. 
En 2012, fue la primera institución pública en obtener el sello de «Entreprise du patrimoine vivant »(Empresa de Patrimonio Vivo).
A finales de septiembre de 2017, la Monnaie de Paris reabrió tras las obras de renovación: el 80% de la superficie de los edificios de 1,2 ha es ahora accesible al público. Una cancha de baloncesto de los años 50, que estaba situada bajo el techo de un ala, fue derruida para respetar mejor la simetría de los locales. 2000 piezas (de un total de 170 000 objetos en las reservas), nunca antes expuestas (medallas y monedas raras, lingotes recuperados de un naufragio, etc.), se presentan en el museo dedicado al saber hacer de la institución.
La Monnaie de Paris acuñaó sus primeras monedas de oro en mayo de 2018, en el marco del centenario del fin de la Primera Guerra Mundial. Una mención en estas monedas indica la certificación Fairmined.

## Dirección delsigloXIII| alXXI
Los archivos de la Monnaie se remontan a 1225. Los títulos (en cursiva) y las responsabilidades de las personas designadas para dirigir esta institución han cambiado a lo largo de los años.
Prépositus monetae Parisiansis.

- 1225-1226: Marcellus
- 1270: Pierre Barbez
- 1296: Thomas Buchart
- 1296-1311: Régnier Le Flamant
- 1296-1315: Guillaume Le Flamant

- Cussorum Moneta
  - 1315-1326: Pierre de Mante
  - 1329-1337: ninguno
  - 1436-1437:  Jacques Cœur
  - 1426-1485:  Pierre Fromont [dynastie]
  - 1488-1490:  Martin Vivat
  - 1489-1512:  Laurent Sureau
  - 1541-1555:  Bastien de Riberolles

- Presidente del Tribunal de las Monedas
  - 1555:  Claude Bourgeois
  - 1558:  Jean Le Lieur
  - 1571:  François du Lion
  - 1590: Claude Fauchet
  - 1599: Guillaume Le Clerc
  - 1610: Guillaume Lusson
  - 1637: Jacques Poitevin
  - 1642: André du Pajot
  - 1662: Nicolas Cotignon
  - 1664: Jacques Hosdier
  - 1715: Louis Hosdier
  - 1727: Étienne-Alexandre Choppin de Gouzangre
  - 1772: René Choppin d’Arnouville
  - 1781-1791: Étienne Jean Benoît Thevenin de Tanlay
  - 1791: Jean Dupeyron de La Coste

- Directores de la producción de la Monnaie
  - 1791-Año V: Alexandre Roëttiers de Montaleau
  - 1794: Augustin Dupré
  - 1794: Jean-Jacques-Joseph Anfrye
  - año V-1820: Charles de L'Espine
  - 1821-1842: Jean-Pierre Collot
  - 1843-1845: Alain Étienne Cambry
  - 1845-1860: Charles Dierick
  - 1861-1879: Alfred Renouard de Bussière

- Directeur des monnaies et médailles
  - 1871: Zéphirin Camélinat (director durante la Comuna)[16]
  - 1875-1891: Jean-Louis Ruau
  - 1891-1893: Georges de Liron d'Airolles
  - 1893-1900: Alfred de Foville
  - 1900-1907: François Arnauné[17]
  - 1914-1915: Émile Jacquin
  - 1915-1918: Louis Martin
  - 1918-1925: Sylvestre Bouvier
  - 1925-1927: Louis Formerie
  - 1927-1934: Michel Dally
  - 1934-1946: Étienne Moneclaey
  - 1946-1952: Louis Vallon
  - 1951-1952: Marcel Renaud
  - 1952-1957: Yves Malecot
  - 1957-1962: Robert Labonnelie
  - 1962-1984: Pierre Dehaye
  - 1984-1987: Jacques Campet
  - 1987-1991: Patrice Cahart
  - 1992-1995: Pierre Consigny
  - 1995-1999: Emmanuel Constans
  - 1999-2002: Françoise Saliou
  - 2002-2007: Dov Zerah

- Presidente y Director General de la Monnaie
  - 2007-2017: Christophe Beaux[18]
  - 2017-2018 Aurélien Rousseau.[19][20]
  - Desde noviembre de 2018, Marc Schwartz.[21]